# Caterina Guzzanti

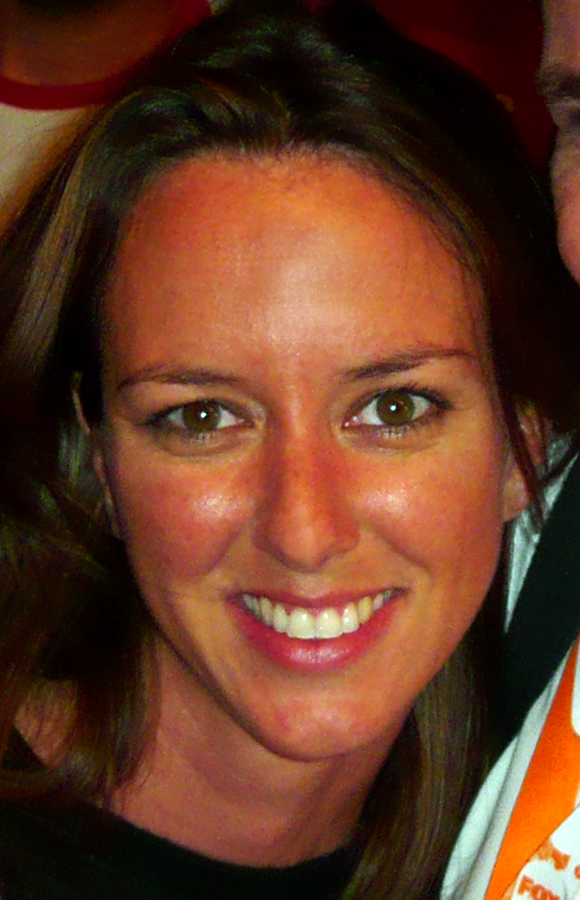
Caterina Guzzanti (2008)

Caterina Guzzanti (* 5. Juni 1976 in Rom) ist eine italienische Schauspielerin und Komikerin.

## Leben
Guzzanti ist die Tochter des Journalisten und Politikers Paolo Guzzanti (* 1940). Ihr Fernsehdebüt machte sie 1997 in der von ihrem Bruder Corrado mitproduzierten Pippo Chennedy Show auf Rai 2. Ihre weitere Karriere verfolgte sie oft an der Seite ihrer beiden älteren Geschwister, besonders an der von Corrado, mit dem sie an den Comedyformaten L’ottavo nano (2001) und Il caso Scafroglia (2002) beteiligt war.
Ihr Filmdebüt erfolgte 1998 mit einer kleinen Rolle in dem Film Le faremo tanto male von Pino Quartullo. 2001 spielte sie im ersten Spielfilm ihrer Schwester Sabina (* 1963) mit, Bimba – È clonata una stella.
Von 2007 bis 2010 figurierte sie als Regieassistentin Arianna in den ersten drei Staffeln der erfolgreichen Comedyserie Boris, ebenso in der Filmauskopplung Boris – Il film von 2011.